# K.Basapura Tanda, Kudligi
K.Basapura Tanda là một làng thuộc tehsil Kudligi, huyện Bellary, bang Karnataka, Ấn Độ.